# 酢だこさん太郎
酢だこさん太郎（すだこさんたろう）は、菓道が製造する駄菓子である。一袋に1枚入りで約10円で小売りされる。また、小型の袋詰めされたものが60袋で1パックとなっており、こちらは約600円で販売される。後述の60枚が入ったものは、透明なプラスチックのパックに、10段ずつ6列に並べられて格納されている。さらに、このパックをいくつか並べて段ボールに入れた「カートン」という単位があるが、市場関係者以外ではまず目にしない。
名称通りにタコを使用しているわけでなく、魚板（スケトウダラのすり身を板状にしたもの）に酢をベースとした甘酸っぱいタレを塗ったもので、味と食感の再現度は高い。
蒲焼さん太郎など他のシリーズ（のし梅さん太郎、マスカットになっちゃいましたは除く）は乾燥しているが、酢だこさん太郎は水分量が多く、しっとりとしているのが特徴である。
厚さ約1mmの長方形で茶色く、表面のざらざら感が特徴的。食べるときは多くの場合、食いちぎるようにして食べる。
パッケージは白地でタコと蛸壺の絵が描かれている。